# Вишневе (Коростенський район)
Вишневе (до 1960 року — Стара Богушівка, у 1960—2016 — Радянське) — село в Україні, в Ушомирській сільській територіальній громаді Коростенського району Житомирської області. Кількість населення становить 110 осіб (2001).

## Історія
У 1925—54 роках — адміністративний центр колишньої Старобогушівської сільської ради Коростенського району.
До 1960 року село називалось Стара Богушівка, у 1960—2016 рр. — Радянське. Перейменоване на Вишневе 18 лютого 2016 року.
До 28 липня 2016 року село підпорядковувалось Калинівській сільській раді Коростенського району Житомирської області.

## Населення

### Мова
Розподіл населення за рідною мовою за даними перепису 2001 року:
| Мова       | Кількість | Відсоток |
| ---------- | --------- | -------- |
| українська | 110       | 100%     |

## Галерея

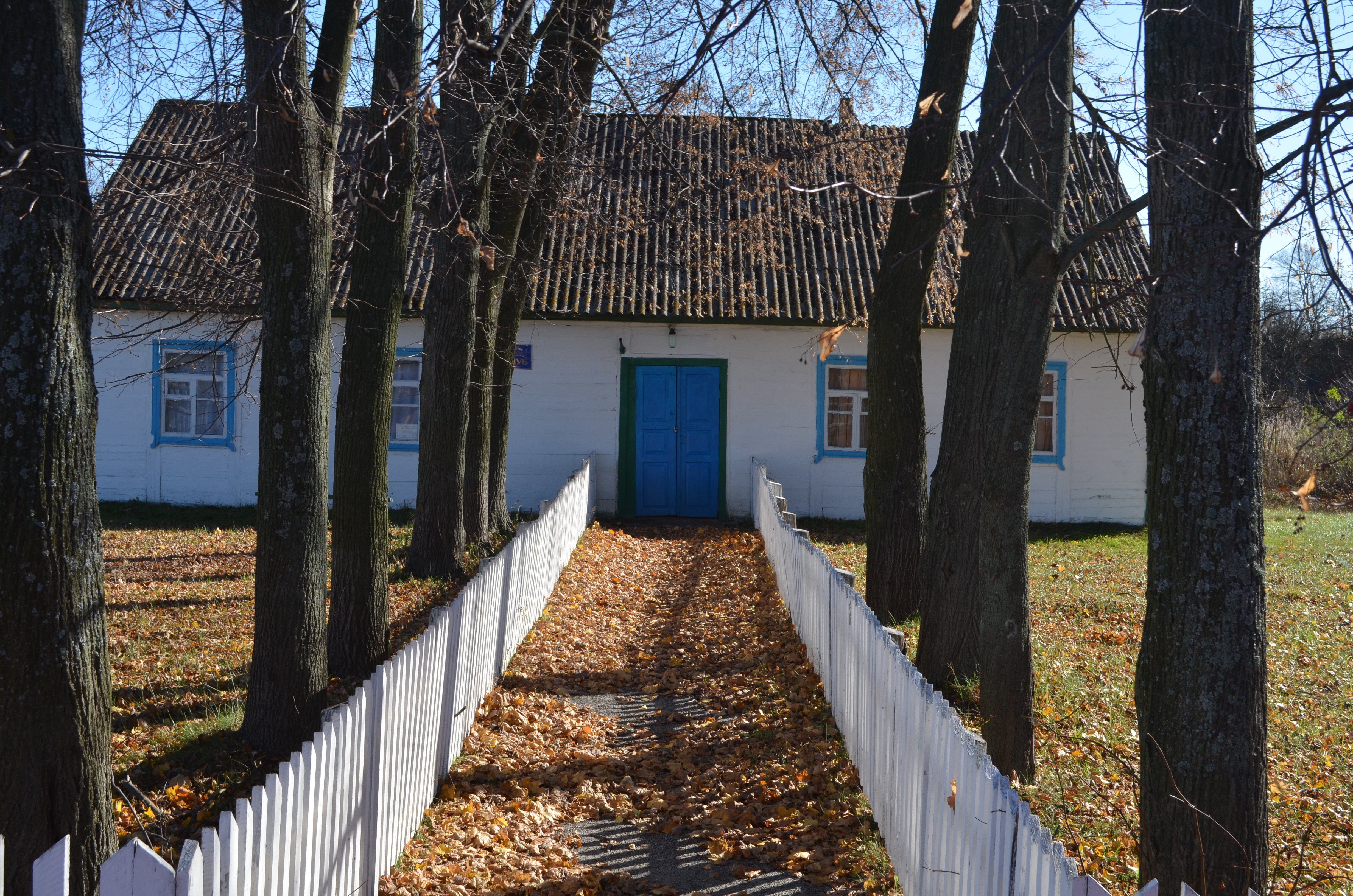
Сільський клуб
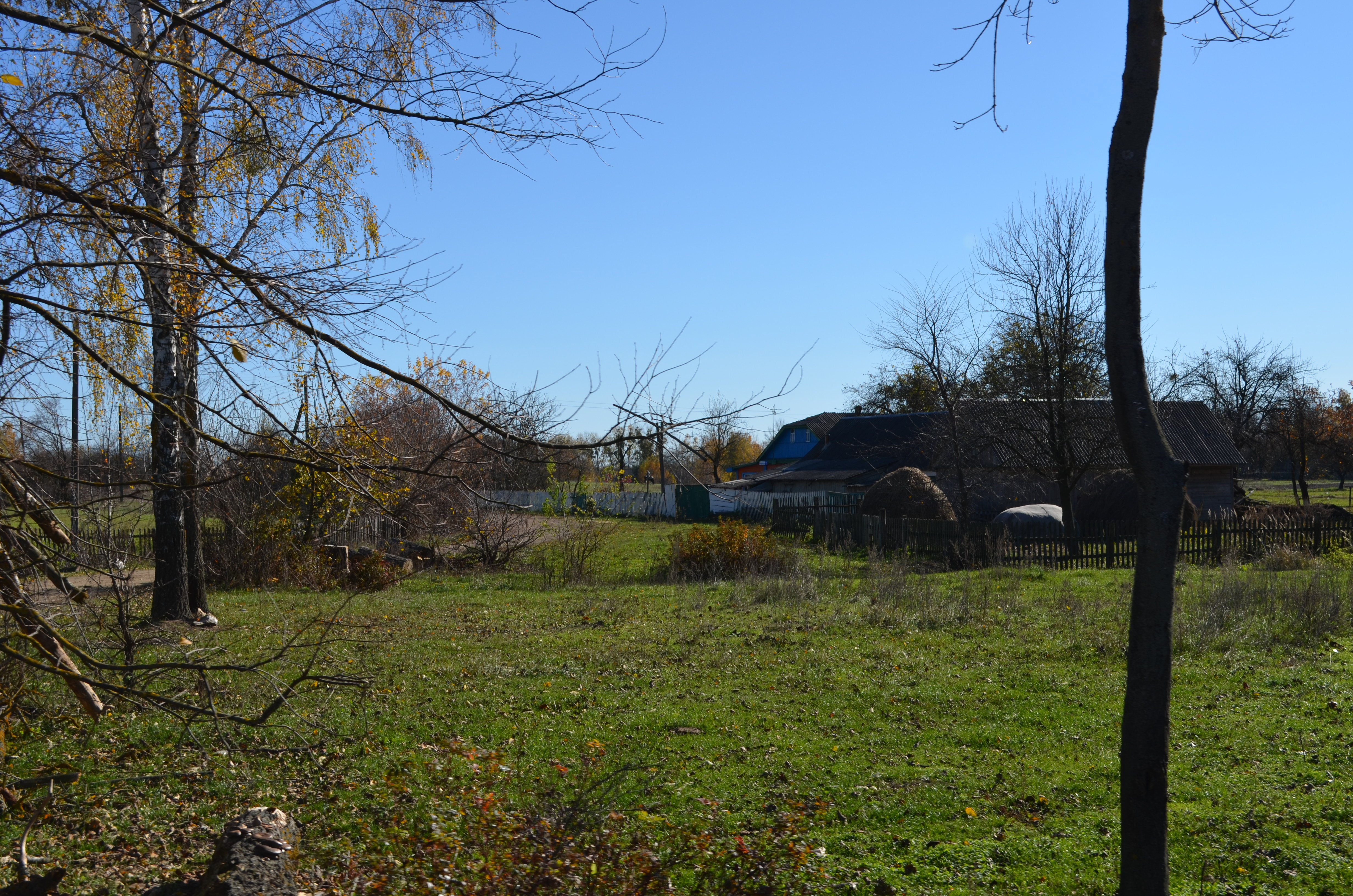
Будинки в селі
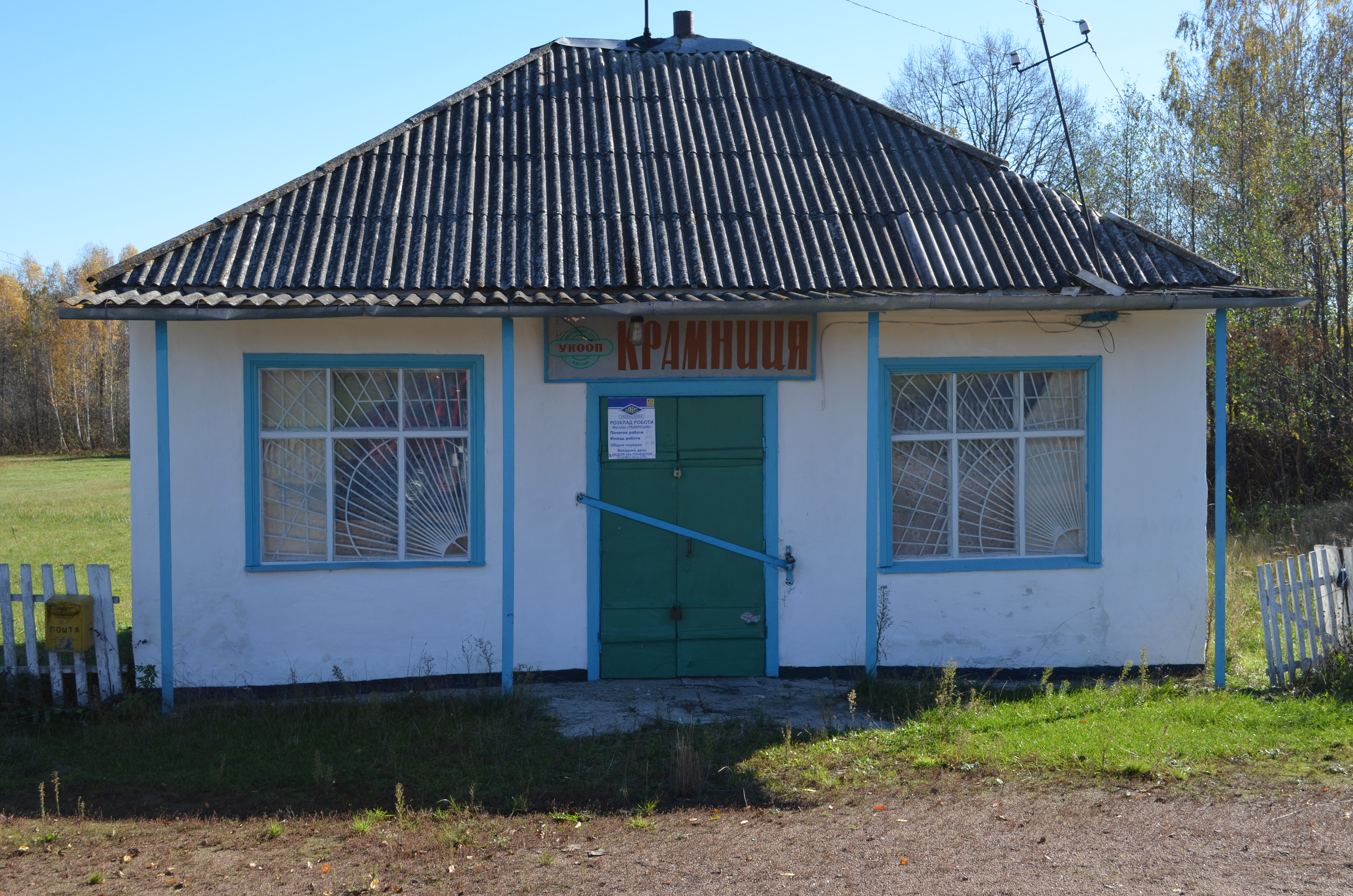
Крамниця